# Stig Järnström
Stig Vilhelm Ture Järnström, född 30 mars 1927 i Stockholm, död där 28 februari 2018, var en svensk inredningsarkitekt.
Järnström utexaminerades från Konstfackskolan i Stockholm 1950 och studerade vid ett flertal konstskolor i Europa. Han blev ritkontorschef och designer vid AB Gylling & Co i Stockholm 1950 och innehade eget arkitektkontor från 1958. Järnström är gravsatt i minneslunden på Skogskyrkogården i Stockholm.